# Adicella rheia
Adicella rheia is een schietmot uit de familie Leptoceridae. De soort komt voor in het Oriëntaals gebied.